# Jane Gallop
Jane Anne Gallop (née le 4 mai 1952 à Duluth (Minnesota)) est une professeure d'anglais et de littérature comparée américaine. Depuis 1992, elle est professeure distinguée de l'Université de Wisconsin–Milwaukee, où elle enseigne depuis 1990.

## Éducation
En 1972, Gallop obtient son B. A. à l'Université Cornell. En 1976, dans la même institution, elle obtient son Ph. D en littérature française dans le cadre du programme "Six-Year Ph.D." de la Fondation Ford. De 1977 à 1985, elle enseigne en tant que professeure assistante puis professeure associée dans le département de français de l'Université Miami en Ohio. En 1985, elle est nommée professeure en sciences humaines à l'Université Rice et en 1987 elle y est gratifiée du titre de professeure "Herbert S. Autrey". En 1989, elle fonde le "women's studies program" dans cette université, où elle enseigne jusqu'en 1990. Elle a également enseigné en tant que professeure invitée, au Gettysburg College de l'Université Emory, à l'Université du Minnesota, au Dartmouth College, à l'Université Johns-Hopkins et au Centre de psychanalyse de Chicago.

## Carrière
Elle est l'auteure de neuf livres et de près d'une centaine d'articles. En plus de la psychanalyse, en particulier de la théorie psychanalytique de Jacques Lacan, elle a écrit sur des sujets qui comprennent la psychanalyse et le féminisme ; le Marquis de Sade ; la critique littéraire féministe ; la pédagogie; le harcèlement sexuel; la photographie et la théorie queer. Elle affirme que son écriture peut être comprise « comme l'application cohérente d'une méthode de lecture étroite de textes théoriques ». Elle a enseigné cette méthode de lecture étroite à ses étudiants pendant les 35 dernières années. 

## Écrits
Le livre le plus controversé de Gallop traite de la question du harcèlement sexuel. Dans Feminist Accused of Sexual Harassment, elle documente son expérience d'être accusée de harcèlement sexuel sur son lieu de travail et formule une réponse féministe à cet épisode émotionnel,,.
Gallop a également écrit à propos de ses expériences personnelles et professionnelles dans Anecdotal Theory. Elle utilise la narration personnelle en tant que point de départ pour les essais critiques dans l'espoir de produire une « théorie plus littéraire ».
Living with His Camera (Duke University Press, 2003) met l'accent sur la relation entre la photographie en tant qu'art et la photographie, comme histoire de famille. Galop explore la manière dont les photographies de son partenaire de longue date, le professeur de cinéma de l'Université de Wisconsin–Milwaukee Dick Blau, racontent leur relation mais aussi les relations entre eux et leurs deux enfants, Max et Ruby. Sur la base des photographies en noir et blanc que Blau prend régulièrement d'eux, Gallop s'est intéressée aux implications d'être l'objet de la photographie. Le talent de Blau pour trouver la photo parfaite dans un moment banal est combiné au commentaire de Gallop, en tant que sujet et en tant que chercheuse. Chaque chapitre comprend l'analyse d'un livre influant sur la photographie — notamment La Chambre claire de Roland Barthes et Sur la photographie (en) de Susan Sontag, en relation avec les photos de Blau. L'analyse de ce que Gallop trouve dans les photographies se concentre sur les rapports homme/femme, l'enfance, la rivalité fraternelle, les moments intimes et érotiques et la façon dont la caméra capture et déforme ces moments. Elle en conclut que la caméra est devenue une "troisième personne" dans sa relation avec Blau, créant un triangle photographe, caméra et sujet. De plus, la caméra est capable de montrer de nouveaux angles, des idées, des failles et des merveilles que les individus ne peuvent pas voir eux-mêmes sans la qualité spéciale de l'appareil photo de fixer et d'encadrer des moments et des expériences dans le temps.
Son intérêt critique pour le temps est abordé plus en détail dans The Deaths of the Author: Reading and Writing in Time (Duke University Press, 2011). Dans ce livre, Gallop revisite un concept familier de la critique littéraire, la prétendue « mort de l'auteur », et ne considère pas seulement la mort théorique et abstraite de l'auteur, mais la véritable mort, la mort au sens littéral de l'auteur. Grâce à une étroite lecture des théoriciens littéraires Roland Barthes, Jacques Derrida, Eve Kosofsky Sedgwick et Gayatri Chakravorty Spivak, elle montre que la mort de l'auteur est mieux comprise comme un rapport à la temporalité pour le lecteur et pour l'écrivain. Elle ajoute de nouvelles connotations à l'expression et au concept en connectant la mort théorique, littérale et métaphorique de l'auteur.